# 2002年10月逝世人物列表
2002年逝世人物列表：1月 - 2月 - 3月 - 4月 - 5月 - 6月 - 7月 - 8月 - 9月 - 10月 - 11月 - 12月
2002年10月逝世人物列表，是用於匯總2002年10月期間逝世人物的列表。

## 依日期排序

### 1日
- 沃爾特·安納伯格（Walter Annenberg），94歲，美國出版商（《費城問詢報》（The Philadelphia Inquirer）、《電視指南》（TV Guide）、《每日賽車報》（Daily Racing Form）、《十七歲》（Seventeen））和慈善家。[1]
- 伊利耶·齐奥塞斯库，76歲，羅馬尼亞將軍和共產主義政治家，肺炎。[2]
- Consuelo Salgar，74歲，哥倫比亞記者，廣告主管和政治家，肝癌。
- 埃德爾特勞德·施拉姆，78歲，奧地利奧運體操運動員。[3]

### 2日
- 諾曼·布朗（Norman O. Brown），89歲，美國哲學家和作家（《生命與死亡》、《愛的身體》）。[4]
- Al Lerner，69歲，美國商人、足球隊老闆和慈善家。[5]
- Tiberiu Olah，74歲，羅馬尼亞-匈牙利作曲家、教師和音樂學家。
- 亚历山大·辛克莱，91歲，加拿大冰球運動員。[6]
- 海因茨·冯·福斯特（Heinz von Foerster），90歲，奧地利裔美國物理學家和哲學家，建構主義的創始人之一。[7]

### 3日
- Tad Horino，81歲，美國影視演員。[8]
- Felix Kracht，90歲，德國工程師。
- 布魯斯·派特洛（Bruce Paltrow），58歲，美國電視和電影導演兼製片人，肺炎。[9]
- Dalvanius Prime，54歲，紐西蘭藝人和詞曲作者，癌症。
- 約翰·韋茨（John Weitz），79歲，美國時裝設計師、小說家和歷史學家。[10]

### 4日
- 佩爾·布朗肯，67歲，挪威詩人、小說家、演員、電影導演和舞臺製片人。
- Alphonse Chapanis，85歲，美國工業設計領域的先驅。[11]
- 安德列·德爾沃（André Delvaux），76歲，比利時電影導演，被認為是比利時電影業之父，心臟病發作。[12]
- 漢斯·霍爾梅爾（Hans Holmér），71歲，瑞典公務員和作家。
- 巴迪·萊斯特（Buddy Lester），87歲，美國演員和喜劇演員，癌症。
- 艾哈邁德·馬哈茂德（Ahmad Mahmoud），70歲，伊朗小說家。
- 馬塞爾·雷蒙德（Marcel Reymond），91歲，瑞士奧運跳臺滑雪運動員。[13]
- 羅伊·威爾金斯（Roy Wilkins），68歲，美國職業足球運動員（喬治亞大學，洛杉磯公羊隊，華盛頓紅人隊）。[14]

### 5日
- Magda B. Arnold，98歲，加拿大心理學家。
- 雷金納德·希伯特（Reginald Hibbert），80歲，英國外交官。[15]
- 莫拉格·胡德（Morag Hood），59歲，英國女演員，癌症。
- 罗恩·霍恩（Ron Horn），64歲，美國籃球運動員。[16]
- 托尼·馬佐基（Tony Mazzocchi），76歲，美國勞工領袖，胰腺癌。[17]
- 米婭·喬拉克·斯拉文斯卡（Mia Čorak Slavenska），86歲，克羅埃西亞裔美國芭蕾舞演員。[18]
- 傑伊·R·史密斯（Jay R. Smith），87歲，美國兒童演員和喜劇演員，被刺傷。

### 6日
- 本·伊士曼，91歲，美國跑步運動員（1932年夏季奧運會男子400米銀牌）。[19]
- 沃爾夫岡·米施尼克（Wolfgang Mischnick），81歲，德國自由派政治家（FDP）。
- 克勞斯親王，76歲，荷蘭女王貝婭特麗克絲的丈夫，荷蘭外交官，肺炎。[20]
- 查克·雷納（Chuck Rayner），82歲，加拿大職業曲棍球運動員（紐約美國人隊，紐約遊騎兵隊）。[21]
- 尼克·怀特黑德，69歲，英國（威爾士）短跑運動員（1960年夏季奧運會男子4米×100米接力銅牌）。[22]
- 胡安·尤斯特裡奇（Juan Yustrich），93歲，阿根廷足球守門員。

### 7日
- 皮耶朗基羅·貝托利（Pierangelo Bertoli），59歲，義大利創作歌手和詩人，心臟病發作。
- 拉爾夫·哈裡（Ralph Harry），85歲，澳大利亞外交官和情報專家。
- 科爾·金特，82歲，荷蘭仰泳運動員，1938年歐洲冠軍。
- Marcel Paille，69歲，加拿大冰球守門員，癌症。[23]
- Domenico Paolella，86歲，義大利導演、編劇和記者。[24]
- 埃德·羅斯巴赫（Ed Rossbach），88歲，美國纖維藝術家。[25]

### 8日
- 裘蒂·比勒（Jodie Beeler），80歲，美國棒球運動員（辛辛那提紅人隊）。[26]
- 菲利斯·卡爾弗特（Phyllis Calvert），87歲，英國女演員（《灰衣人》、《煤氣燈下的范妮》、《魔弓》、《我自己的真愛》），腎衰竭。[27]
- 雅克·理查德（Jacques Richard），50歲，加拿大冰球運動員，車禍。[28]
- 約阿希姆·讚恩（Joachim Zahn），88歲，德國企業高管，戴姆勒-賓士董事長（1971-1979）。[29]

### 9日
- 索普別克·別加利耶夫，71歲，蘇聯時期的經濟學家和政治家。
- 查理斯·古根海姆（Charles Guggenheim），78歲，美國紀錄片導演、製片人和編劇，胰腺癌。[30]
- 安瓦爾·海珊（Anwar Hussain），82歲，巴基斯坦板球運動員。[31]
- Oleksandr Liashko，86歲，烏克蘭政治家。
- Carlo Lievore，64歲，義大利奧運標槍運動員。[32]
- 埃裡克·馬丁（Eric Martin），33歲，美國賽車手，賽車事故。[33]
- 吉姆·馬丁（Jim Martin），78歲，美式足球運動員。[34]
- 布魯諾·奧亞（Bruno O'Ya），69歲，愛沙尼亞-波蘭演員。[35]
- 愛琳·沃諾斯（Aileen Wuornos），46歲，美國連環殺手，注射死刑。[36]

### 10日
- Strahinja Alagić，78歲，塞爾維亞籃球運動員和教練。
- 馬里奧·德拉斯·卡薩斯，101歲，秘魯足球後衛。
- 湯姆·凱西（Tom Casey），78歲，美國職業橄欖球運動員（紐約洋基隊，漢密爾頓野貓隊，溫尼伯藍色轟炸機隊）。[37]
- Fate Echols，63歲，美國職業足球運動員（西北大學聖路易斯紅雀隊）。[38]
- Lawrence H. Fountain，89歲，美國政治家（美國北卡羅來納州第二國會選區眾議員）。[39]
- 特蕾莎·格雷夫斯（Teresa Graves），54歲，美國女演員和歌手，房屋火災，意外死亡。[40]
- 丹尼森·基切爾（Denison Kitchel），94歲，美國律師政治顧問。[41]
- Abe Most，82歲，搖擺單簧管演奏家和中音薩克斯管演奏家。
- 扎拉·內爾索娃（Zara Nelsova），81歲，加拿大大提琴家。[42]
- 湯姆·沙利文（Tom Sullivan），52歲，美國橄欖球運動員，意外死亡。[43]
- Erling Sørensen，81歲，丹麥足球運動員和經理。

### 11日
- 貝蒂·莫爾斯沃思·艾倫（Betty Molesworth Allen），89歲，紐西蘭植物學家。
- 斯圖爾特·克勞福德（Stewart Crawford），89歲，英國外交官。[44]
- 維爾納·埃伯萊因（Werner Eberlein），82歲，德國社會主義政治家和黨內工作人員，心臟病發作。[45]
- 比爾·菲爾德（Bill Field），93歲，英國政治家。[46]
- 羅恩·格雷（Ron Gray），82歲，英國足球運動員和經理。[47]
- 馬克西姆·利維（Maxim Levy），52歲，以色列政治家。
- 迪娜·帕塔克（Dina Pathak），80歲，印度演員兼導演，心臟病發作。
- 埃米利奧·加西亞·里埃拉（Emilio García Riera），70歲，西班牙出生的墨西哥演員，作家和電影評論家。[48]
- 克裡斯汀·史蒂文斯（Christine Stevens），84歲，美國動物福利活動家和環保主義者。[49]
- 弗雷德·特羅爾（Fred Troller），71歲，瑞士出生的平面設計師。.[50]
- 斯坦利·瓦格纳（Stanley Wagner），94歲，加拿大冰球運動員（1932年冬季奧運會冰球金牌）。[51]
- Rusty Wailes，66歲，美國賽艇運動員（兩枚奧運賽艇金牌：1956年男子八人單槳有舵手，1960年男子四人單槳有舵手）。[52]

### 12日
- 維克托·阿斯馬耶夫（Viktor Asmaev），54歲，俄羅斯奧運馬術運動員（1980年夏季奧運會馬術團體跳躍金牌）。[53]
- 雷·康尼夫（Ray Conniff），85歲，美國樂隊領隊兼編曲家，跌倒。[54]
- 卡羅琳娜·法迪克（Carolina Fadic），28歲，智利女演員和電視節目主持人，腦溢血。
- 德斯蒙德·菲茨派翠克（Desmond Fitzpatrick），89歲，英國陸軍上將。[55]
- 奧黛麗·梅斯特（Audrey Mestre），28歲，法國世界紀錄自由潛水夫，溺水身亡。
- 桃井望，24歲，日本 AV 偶像，被謀殺。
- 西德尼·平克（Sidney W. Pink），86歲，美國電影導演和製片人。[56]
- 威廉·西爾斯（William R. Sears），89歲，美國航空工程師和教育家。[57]

### 13日
- 史蒂芬·安布羅斯（Stephen E. Ambrose），66歲，美國歷史學家和作家（兄弟連），肺癌。[58]
- 基恩·柯蒂斯（Keene Curtis），79歲，美國演員（羅斯柴爾德家族，安妮，乾杯），阿爾茨海默病。[59]
- 梅森·哈蒙德（Mason Hammond），99歲，美國教育家和學者。[60]
- 吉姆·希金斯（Jim Higgins），71歲，英國政治家。[61]
- 比利·麥克亞當斯（Billy McAdams），68歲，北愛爾蘭足球運動員和經理。
- 伊拉·米特拉（Ila Mitra），76歲，印度共產主義政治家和活動家。
- 鄧尼斯·派翠克（Dennis Patrick），84歲，美國演員，火災。[62]
- Eileen Southern，82歲，美國音樂學家、研究員和作家。[63]
- 加菲爾德·托德（Garfield Todd），94歲，南羅得西亞總理。[64]
- 赫爾曼·弗雷德里克·澤納-岡德森（Herman Fredrik Zeiner-Gundersen），87歲，挪威陸軍上將。

### 14日
- 比尔·格林，72歲，美國政治家（美國紐約第18和第15國會選區眾議員），肝癌。[65]
- 蒂莫西·路透（Timothy Reuter），55歲，德裔英國歷史學家，腦癌。[66]
- 諾伯特·舒爾茨（Norbert Schultze），91歲，德國電影配樂作曲家和納粹黨員。[67]
- 阿圖羅·西爾維斯特裡（Arturo Silvestri），81歲，義大利足球運動員和經理。[68]

### 15日
- 格蕾絲·漢布林（Grace Hamblin），94歲，溫斯頓·丘吉爾（Winston Churchill）的英國私人秘書。[69]
- 傑克·李（Jack Lee），89歲，英國電影導演。[70]
- Paul Paillole，96歲，法國情報部門官員。[71]
- Zeev，79歲，以色列漫畫家和插畫家。[72]

### 16日
- Per Bak，53歲，丹麥理論物理學家，以“自組織臨界”、骨髓增生異常綜合征而聞名。[73]
- 菲力浦·佈雷特（Philip Brett），64歲，英裔美國音樂學家，音樂家和指揮家，癌症。[74]
- 哈裡·費里爾（Harry Ferrier），82歲，蘇格蘭足球運動員和經理。[75]
- 艾倫·沃克·里德（Allen Walker Read），96歲，美國詞源學家和詞典編纂者。[76]
- 亨利·雷諾（Henri Renaud），77歲，法國爵士鋼琴家、唱片製作人和唱片公司高管。[77]

### 17日
- 德里克·貝爾（Derek Bell），66歲，北愛爾蘭音樂家和作曲家（酋長），心臟病發作。[78]
- 帕蒂·科爾德韋爾（Pattie Coldwell），50歲，英國電視廣播員和記者（Nationwide，Open Air，Loose Women，You and Yours），腦瘤。[79]
- 雅拉·科爾特斯（Yara Cortes），81歲，巴西女演員。
- 查克·多馬尼科（Chuck Domanico），58歲，美國爵士貝斯手，肺癌。
- D. Elmo Hardy，88歲，美國昆蟲學家。
- Bashful Brother Oswald，90歲，美國鄉村音樂家，經常參加大奧普裡表演。[80]
- 伊紮克·佩雷茨（Yitzhak Peretz），66歲，以色列政治家。
- 阿麗娜·皮恩科夫斯卡（Alina Pienkowska），50歲，波蘭自由工會活動家和政治家，癌症。[81]
- 愛琳·里金（Aileen Riggin），96歲，美國奧運游泳運動員和跳水運動員。[82]
- 弗雷德·斯科拉里（Fred Scolari），80歲，美國籃球運動員和教練。[83]

### 18日
- 理查德·伯恩斯坦（Richard Bernstein），62歲，美國藝術家，安迪·沃霍爾（Andy Warhol）圈子成員，愛滋病併發症。[84]
- 塞西爾·布萊克（Cecil Blacker），86歲，英國陸軍上將，陸軍副官。[85]
- Kam Fong Chun，84歲，美國警察和演員（夏威夷五人組），肺癌。[86]
- John D. Ferry，90歲，加拿大裔美國生物化學家，為高分子科學做出了重要貢獻。[87]
- 羅文，52歲，香港粵語流行歌手，肝癌。

### 19日
- 彼得·伯格曼（Peter Bergmann），87歲，德裔美國物理學家，以與阿爾伯特·愛因斯坦（Albert Einstein）的合作而聞名。[88]
- 曼努埃爾·阿爾瓦雷斯·布拉沃（Manuel Álvarez Bravo），100歲，墨西哥攝影師。[89]
- 約翰·梅雷迪斯·盧卡斯（John Meredyth Lucas），83歲，美國作家，導演和製片人，白血病。[90]
- Mehli Mehta，94歲，印度指揮家和小提琴家。[91]
- Hans Jürgen Press，76歲，德國兒童作家和插畫家。
- 尼古拉·魯卡維什尼科夫，70歲，蘇聯宇航員，心臟病發作。
- 漢克·史密斯（Hank Smith），68歲，加拿大鄉村音樂歌手。
- 赫克托·特魯希略，94歲，多明尼加將軍和政治人物

### 20日
- 芭芭拉·伯傑（Barbara Berjer），82歲，美國女演員（《世界轉動時》《另一個世界》），肺炎。[92]
- Hans Eisele，62歲，德國足球運動員。[93]
- 伯納德·弗雷松（Bernard Fresson），71歲，法國演員（《法國關係II》，《房客》，《不歸街》），癌症。[94]
- 梅爾·哈德（Mel Harder），93歲，美國棒球運動員（克利夫蘭印第安人隊），教練兼經理（克利夫蘭印第安人隊）。[95]

### 21日
- 阿爾多·卡納扎（Aldo Canazza），94歲，義大利賽車手。[96]
- 貝納迪諾·佩雷斯·埃利薩蘭，77歲，西班牙足球運動員和經理。
- 曼弗雷德·埃瓦爾德（Manfred Ewald），76歲，東德奧會主席，肺炎。[97]
- 杰西·格林斯坦（Jesse L. Greenstein），93歲，美國天文學家。[98]
- 喬治·霍爾（George Hall），85歲，加拿大戲劇、電視和電影演員。[99]
- 凱末爾·庫爾特（Kemal Kurt），54歲，土耳其裔德國作家、翻譯家和攝影師。[100]
- 伯恩哈德·諾依曼（Bernhard Neumann），93歲，英裔澳大利亞數學家。
- 凯萨·帕尔维艾宁，87歲，芬蘭運動員。[101]
- Marquita Rivera，80歲，波多黎各女演員，歌手和舞者，中風。
- 塞羅塔男爵夫人比阿特麗斯·塞羅塔，83歲，英國政治家。[102]
- Harbhajan Singh，82歲，印度詩人、評論家和文化評論家。
- Y. R. Swamy，印度電影導演和編劇。

### 22日
- 潔拉爾蒂，87歲，阿爾巴尼亞國王佐格一世的王后。
- 喬治·貝拉克，83歲，美國電視編劇。[103]
- 瑪麗安·伯傑隆（Marian Bergeron），84歲，美國選美冠軍（1933年美國小姐）和大樂隊歌手，白血病。[104]
- 伊戈爾·伊羅多夫（Igor Irodov），78歲，蘇俄物理學家和二戰老兵。
- 羅伯特·尼克松（Robert Nixon），63歲，英國漫畫家。[105]

### 23日
- 露西爾·卡羅爾（Lucille Carroll），96歲，美國百老匯女演員和米高梅工作室高管。[106]
- 阿道夫·格林（Adolph Green），87歲，美國作詞家和劇作家。[107]
- 內森·戈林（Nathan Görling），97歲，瑞典電影配樂作曲家。
- 理查·赫爾姆斯（Richard Helms），89歲，美國外交官和中央情報局局長，多發性骨髓瘤。[108]
- 瑪麗安·霍普（Marianne Hoppe），93歲，德國戲劇和電影女演員。[109]
- Nathan H. Juran，95歲，奧地利裔美國電影和電視導演。[110]
- 大衛·路易斯（David Lewis），85歲，紐西蘭水手和冒險家。[111]
- 伊莉莎白·派克納姆（Elizabeth Pakenham），朗福德伯爵夫人，96歲，英國歷史學家。[112]
- Janos Nyiri，69歲，匈牙利裔英國戲劇導演、記者和作家，癌症患者。[113]
- 丹尼爾·波波維奇，20歲，克羅埃西亞足球運動員，交通事故。
- Beulah Quo，79歲，美籍華裔女演員和活動家。

### 24日
- 溫頓·布朗特（Winton M. Blount），81歲，美國公務員、企業高管和慈善家。[114]
- 埃爾南多·卡薩諾瓦（Hernando Casanova），57歲，哥倫比亞演員，導演，歌手和主持人，心臟病發作。
- 埃爾南·加維里亞（Hernán Gaviria），32歲，哥倫比亞足球運動員，雷擊。[115]
- Harry Hay，90歲，美國同性戀權利活動家和Mattachine Society創始人，肺癌。[116]
- 何塞·塞巴斯蒂安·拉博亞（Jose Sebastian Laboa），79歲，西班牙天主教會主教。
- 查米安·梅，65歲，英國女演員（《你只有兩次年輕》《怪姐學院》《布裡奇特·鐘斯的日記》），癌症。
- 佩吉·莫蘭（Peggy Moran），84歲，美國電影女演員，車禍併發症。
- 斯科特·普朗克（Scott Plank），43歲，美國演員，交通事故。
- Lotte Tarp，57歲，丹麥女演員，肺癌。[117]

### 25日
- 第13代貝德福德公爵伊恩·羅素（Ian Russell，Duke of Bedford），85歲，英國同齡人和作家。[118]
- Micheline Cheirel，85歲，法國女演員。[119]
- 赫伯特·達弗斯（Herbert Duffus），94歲，牙買加政治家和法官。[120]
- 李察·哈里斯（Richard Harris），72歲，愛爾蘭演員（《卡米洛特》，《哈利·波特與魔法石》，《體育生活》），霍奇金淋巴瘤。[121][122]
- 石井紘基，61歲，日本政治家，刀傷。
- 歐內斯特·曼科巴（Ernest Mancoba），98歲，南非前衛藝術家。[123]
- Doug McGibbon，83歲，英國足球運動員。
- Rainbeaux Smith，47歲，美國女演員和音樂家，肝炎。
- René Thom，79歲，法國數學家。[124]
- 保羅·威爾斯通（Paul Wellstone），58歲，美國教授，作家和政治家（來自明尼蘇達州的美國參議員），航空事故。[125]

### 26日
- 23歲的車臣伊斯蘭民兵領導人莫夫薩爾·巴拉耶夫（Movsar Barayev）在莫斯科歌劇院脅持事件中喪生。[126]
- 車臣伊斯蘭主義者祖拉·巴拉耶娃（Zura Barayeva）在莫斯科歌劇院脅持事件中喪生。
- 雅克·馬蘇（Jacques Massu），94歲，法國將軍。[127]
- 斯圖爾特·湯恩德（Stuart Townend），93歲，英國軍官、運動員和政治家。

### 27日
- 安德列·德·托特（André de Toth），89歲，匈牙利裔美國電影導演（《槍手》《蠟像屋》《印度鬥士》），動脈瘤。[128]
- 湯姆·多德（Tom Dowd），77歲，美國錄音工程師和製作人，立體聲和多軌磁帶錄音的先驅，肺氣腫。[129]
- 穆罕默德·伊斯奈尼（Mohammad Isnaeni），83歲，印尼政治家。
- 蜜雪兒·馬奎特，70歲，法國奧運標槍運動員和手球運動員。[130]
- Maurice J. Murphy Jr.，75歲，美國政治家和律師。
- Valve Pormeister，80歲，愛沙尼亞景觀設計師。
- Vazhappady K. Ramamurthy，62歲，印度工會會員和政治家。
- Baby Lloyd Stallworth，61 歲，美國藝人、音樂家和唱片藝術家，糖尿病併發症。
- 沃爾特·沃勒（Walter Volle），89歲，德國賽艇運動員、教練和奧運冠軍。[131]
- 查理斯·奧維爾·惠特利（Charles Orville Whitley），75歲，美國政治家（美國北卡羅來納州第三國會選區眾議員）。[132]

### 28日
- 瑪格麗特·布斯（Margaret Booth），104歲，美國電影剪輯師（《賞金叛變》、《我們曾經的樣子》、《安妮》），中風。[133]
- 莫裡斯·庫羅塔，73歲，澳大利亞奧運短跑運動員（1948年夏季奧運會，1952年夏季奧運會）。[134]
- Sugathapala de Silva，74歲，斯裡蘭卡戲劇家和小說家。
- 勞倫斯·多布金（Lawrence Dobkin），83歲，美國電視導演和角色演員（《十誡》、《挑釁者》、《西北偏北》、《巴頓》）。[135]
- 勞倫斯·弗利（Laurence Foley），60歲，美國外交官，美國國際開發署（USAID）雇員，殺人罪。[136]
- Erling Persson，85歲，瑞典商人，H&M創始人。
- Annada Shankar Ray，97歲，印度孟加拉詩人和散文家。

### 29日
- 瑪麗娜·貝爾蒂（Marina Berti），78歲，義大利電影女演員，癌症。[137]
- 馬里恩·卡彭特（Marion Carpenter），82歲，美國新聞攝影師，報導了哈裡·杜魯門（Harry Truman）總統，肺氣腫。[138]
- Glenn McQueen，41歲，加拿大動畫師（《玩具總動員》《怪獸公司》《蟲蟲的生活》），黑色素瘤。
- 雷蒙德·薩維尼亞克（Raymond Savignac），94歲，法國平面藝術家。[139]
- 德拉甘·馬萊舍維奇·塔皮，53歲，塞爾維亞畫家。
- 田長霖，67歲，美籍華裔教育家，加州大學伯克利分校第七任校長。[140][141]

### 30日
- 皮埃爾·艾格萊恩（Pierre Aigrain），78歲，法國物理學家。[142]
- 阿爾弗雷德·亞瑟頓，80歲，美國外交官和外交官，美國駐埃及大使（1979-1983年）。[143]
- 胡安·安東尼奧·巴登（Juan Antonio Bardem），80歲，西班牙電影導演和編劇，心臟病發作。[144]
- 魯道夫·布魯奇（Rudolf Brucci），85歲，克羅埃西亞作曲家。
- Jam Master Jay，37歲，美國音樂家（Run DMC），被槍殺。[145]
- Lee H. Katzin，67歲，美國電影導演，癌症。[146]

### 31日
- 尤里·阿羅諾維奇，70歲，俄羅斯指揮家。[147]
- 愛德華·喬拉克，72歲，美國職業摔跤手，肺炎。[148]
- 納皮爾·克魯肯登（Napier Crookenden），87歲，英國陸軍上將。[149]
- Jean-Marie Fortier，82歲，加拿大羅馬天主教主教。[150]
- 海爾頓-福斯特男爵夫人奧黛麗·海爾頓-福斯特，94歲，英國同齡人。
- 萊昂內爾·波蘭（Lionel Poilâne），57歲，法國麵包師和企業家，直升機墜毀。[151]
- 吉恩·洛克（Gene Rock），80歲，美國籃球運動員，癌症。[152]
- 邁克爾·斯塔西諾普洛斯（Michael Stasinopoulos），99歲，希臘法學家和政治家。
- 拉夫·瓦隆（Raf Vallone），86歲，義大利演員（《橋上的風景》、《苦米》、《教父第三部》）和記者。[153]